# 浪岡インターチェンジ
浪岡インターチェンジ（なみおかインターチェンジ）は、青森県青森市浪岡大字長沼にある、東北自動車道のインターチェンジ。

## 概要
黒石方面から青森空港への最寄ICである。IC名は合併前の浪岡町に由来し、同町中心部や五所川原市・鰺ヶ沢町などのアクセスにも利用される。
津軽自動車道は当ICを経由して直接東北自動車道に浪岡JCT（仮称）として接続する計画があるが、国道7号交差点（高速道入口）から当ICまでは基本計画区間のままである。

## 道路

### 本線
- E4 東北自動車道（53番）

### 接続する道路
- 青森県道285号浪岡藤崎線（旧国道7号）
- 国道7号浪岡バイパス
- E64 津軽自動車道（国道101号浪岡五所川原道路）

## 歴史
- 1979年（昭和54年）9月27日 : 東北自動車道開通。
- 2002年（平成14年）11月15日 : 津軽自動車道徳才子交差点（現・高速道入口交差点） - 五所川原東ICが開通し、当IC出入口と交差点を介して接続する。

## 料金所
- ブース数：5

### 入口
- ブース数：2
  - ETC専用：1
  - 一般：1

### 出口
- ブース数：3
  - ETC専用：1
  - 一般：2

## 周辺
- 大釈迦駅（JR東日本奥羽本線）
- 大釈迦郵便局
- 青森市立大栄小学校（2022年4月1日廃校）
- 浪岡駅

## 隣
E4 東北自動車道
(52) 黒石IC - 高舘PA - (53) 浪岡IC - 青森JCT - (54) 青森IC